# Belvedere, das verkannte Genie
Belvedere, das verkannte Genie (Originaltitel Sitting Pretty, Alternativtitel Belvedere räumt auf) ist eine 1947 entstandene, US-amerikanische Filmkomödie von Walter Lang mit Robert Young, Maureen O’Hara und Clifton Webb in der Paraderolle des titelgebenden, „von seiner eigenen Genialität eingenommenen Babysitter(s) und Hobbyautor(s)“ Mr. Belvedere.

## Handlung
Der Anwalt Harry King und seine Frau Tacey leben in einem Haus in einer mittelständischen Vorstadtgegend und sind Eltern dreier Jungen, allesamt ziemliche Rabauken. Bislang haben alle Kindermädchen für die drei Jungen gekündigt, da sie sich nicht durchsetzen konnten und sich überfordert fühlten. Ein Intermezzo mit einer jugendlichen Babysitterin endet in einer Hausparty. Schließlich setzt Tacey eine Suchanzeige in die Zeitung. Ohne lange zu überlegen, nimmt Tacey das Angebot einer Person namens Lynn Belvedere an. 
Die Familie King erwartet eine Frau, doch Lynn Belvedere stellt sich als ein älterer Herr von strengem Habitus, eleganter Aufmachung und zahlreichen, recht unterschiedlichen Fähigkeiten heraus. Belvedere verwundert die Kings mit Behauptungen, er sei ein Genie, oder mit der unverblümten Feststellung, dass er Kinder eigentlich überhaupt nicht ausstehen kann. Mr. Belvedere hat so manche Macken; vor allem sein Hochmut und seine penetrante Besserwisserei, die er auch gegenüber dem Hausherrn offen zur Schau stellt, gehen Harry bald auf die Nerven, sodass er zeitweise Belvedere wieder kündigen möchte. Aber: Belvedere hat die Kinder schon nach einem Tag fest im Griff, und nach langer Zeit spuren die drei bislang unzähmbaren Racker erstmals wieder!
Harry muss geschäftlich verreisen, und damit in der kleinbürgerlichen Vorstadtidylle von Hummingbird Hill gar nicht erst Gerüchte aufkommen, wird Mr. Belvedere mit den beiden schon etwas älteren Jungs zurückgelassen, während Tacey King mit dem Baby in dieser Zeit die Nächte vorübergehend bei einem befreundeten Anwaltsehepaar, den Philbys, verbringt. Als einer der Jungs daheim erkrankt, saust Tacey augenblicklich zurück in ihr Heim. Die „Erkrankung“ stellt sich lediglich als eine harmlose Magenverstimmung heraus, aber allein die nächtliche Rückkehr Taceys in ihr Eigenheim zusammen mit dem eingeschalteten Licht reicht schon aus, um bei dem neugierigen Nachbarn Clarence Appleton Argwohn hervorzurufen. Am nächsten Tag beginnen prompt Gerüchte die Runde zu machen, die schließlich auch Harrys Vorgesetzten Horatio J. Hammond erreichen. Von dem erfolgreichen Geschäftstrip heimgekehrt, erreicht Harry Hammonds Hiobsbotschaft, die mittlerweile derart aufgebauscht wurde, dass sich Harrys Boss sogar in die Behauptung versteigt, dass Taceys nächtliches Tête-à-Tête der Reputation der Anwaltskanzlei schade. Harry glaubt zwar diesen Unfug nicht, verlangt aber, um den unseligen Gerüchten ein Ende zu bereiten, dass Mr. Belvedere sich besser um eine andere Stelle bemühen solle. Doch er hat die Rechnung ohne den Wirt gemacht. Denn Harrys Kinder haben den strengen Vaterersatz lieb gewonnen, und auch Tacey wüsste nicht, was sie ohne Belvederes Hilfe machen soll. Und so setzt sich die Familienmehrheit gegen Harry durch, und das männliche Kindermädchen darf bleiben.
Eines Abends begegnen Tacey King und ihre Freundin Edna Philby Mr. Belvedere, der seinen freien Tag hat, in einem todschicken Restaurant. Der ältere Herr lädt Tacey zu einem völlig harmlosen Tanz ein, der just von Nachbar Appleton in dem Moment beobachtet wird, als die beiden Wange an Wange über das Parkett schwofen. Prompt beginnt die Gerüchteküche erneut heftig zu brodeln. Allmählich scheint nun auch Harry an der Treue seiner Gattin zu zweifeln, und es kommt zu einem handfesten Ehekrach. Daraufhin zieht Tacey erst einmal zu ihren Eltern. Erst jetzt schält sich die Erkenntnis heraus, dass Belvedere weit mehr ist als ein harmloser, älterer Herr, der auf Jobsuche war. Vielmehr hat er seine Tätigkeit bei einer klassischen amerikanischen Vorstadtfamilie dazu benutzt, um sich Hintergrundwissen für einen süffigen, satirischen Roman über Verhaltensweisen und Moral amerikanischer Vorstadtfamilien anzueignen. Als das Buch erscheint, wird die Geschichte prompt ein Bestseller, der nur wenig Fragen bezüglich der Identität der wirklichen Handlungsträger offenlässt. Ganz Hummingbird Hill fühlt sich nun bloßgestellt und denunziert, weil ganz Amerika über ihr Spießertum zu schmunzeln beginnt.
Tacey kehrt unter diesen Umständen zurück zu Heim und Herd und versöhnt sich mit ihrem Gatten. Dessen Boss Hammond fühlt sich maßlos düpiert und feuert Harry kurzerhand aus der Kanzlei. Als sein Freund und Kollege Bill Philby ihn verteidigt, wirft Hammond auch diesen hinaus. Hammond will außerdem auch noch Mr. Belvedere, von ihm als „Wurzel allen Übels“ ausgemacht, verklagen, was dem älteren Herrn sehr zupass kommt, befeuert doch solch eine Publicity die Buchverkäufe noch mehr. Belvedere, das verkannte Genie, heuert daraufhin Harry und Bill als seine Anwälte an. Er teilt den Anwesenden mit, dass sein Hauptinformant ausgerechnet jener neugierige Nachbar Appleton war, dessen Gerüchteverbreitung das ganze Elend verursacht hat und für Belvedere einem großen Füllhorn an Informationen gleichkam. Appleton macht sich daraufhin aus dem Staub, verfolgt von Hammond und anderen wütenden Kleinstadtbürgern. Mr. Belvedere aber möchte seinen Job behalten, denn er plant noch zwei weitere Bücher zu diesem Themengebiet.

## Produktionsnotizen
Belvedere, das verkannte Genie, auch bekannt unter dem Titel Belvedere räumt auf, wurde am 10. März 1948 uraufgeführt und kam im August 1949 auch in die deutschen Kinos.
Lyle R. Wheeler und Leland Fuller zeichneten für die Filmbauten verantwortlich, Thomas K. Little war Ausstatter. Kay Nelson entwarf die Kostüme.
Der Film war derart erfolgreich, dass man im Anschluss daran mit Mr. Belvedere kann alles besser (Mr. Belvedere Goes to College) (1949) und Mr. Belvederes zweite Jugend (Mr. Belvedere Rings the Bell) (1951) zwei (sehr viel weniger erfolgreiche und deutlich unlustigere) Fortsetzungen drehte, in denen Webb seine Paraderolle wieder aufnahm.

## Kritiken
Bosley Crowther schrieb in einer am 10. März 1948 in der New York Times erschienenen Kritik: „Die Drehbücher von Mr. Herbert sind nicht gerade auf ihre Gehirnsteuer aus“, sie seien „leichtgewichtig hinsichtlich ihrer Substanz aber mit solidem Humor“ versehen, „besonders durch Mr. Webb“.

„Clifton Webb ist perfekt als egozentrisches Genie … Sehr unterhaltsam.“

„Sehr witzige, wenn auch etwas uneinheitliche Alltagskomödie mit Clifton Webb in der wunderbar gespielten Titelrolle.“

„Vollkommen unerwarteterweise eine sehr lustige Komödie, die Clifton Webb als einen von Hollywoods großen Charakteren etablierte.“